# Controverses du cartésianisme

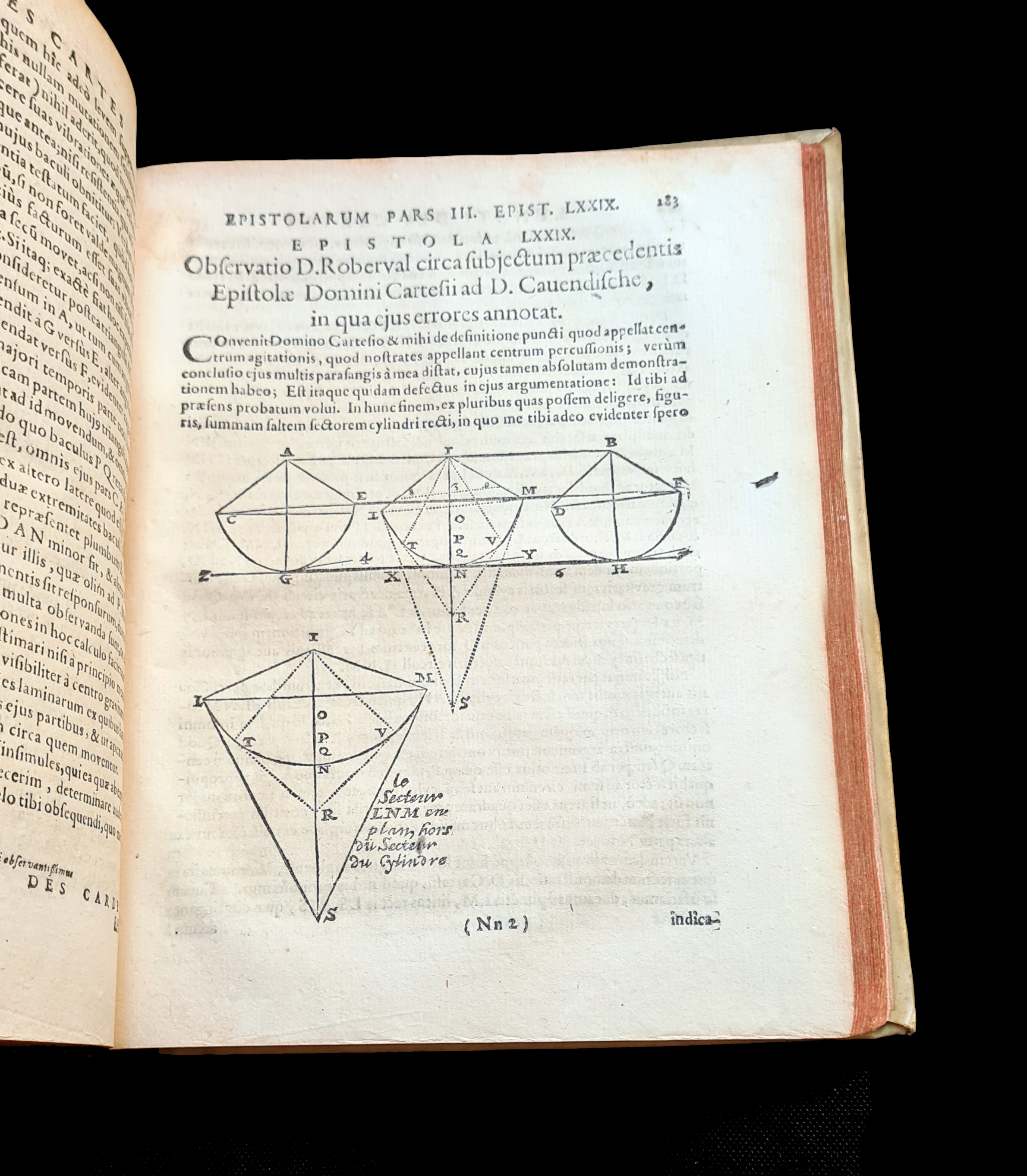
Observation de Roberval à Descartes au sujet de la précédente lettre de celui-ci à Cavendish, dans laquelle il pointe ses erreurs.

Les controverses du cartésianisme sont les disputes auxquelles le philosophe René Descartes fut mêlé, contre son gré ou à son initiative, de son vivant. La philosophie de Descartes s'affine au travers de ces controverses ; batailleur, ancien soldat, Descartes prend plaisir à ces disputes dans lesquelles il se montre parfois sous un jour assez sombre, ironique sans retenue, voire violent. Certains de ses adversaires font preuve de la même dureté de ton (Roberval, Vœtius, Jean de Beaugrand) d'autres, au contraire, y brillent par leur réserve et leur modestie (Gassendi, Fermat) ; elles portent sur trois axes de la pensée cartésienne, sa philosophie, ses affirmations scientifiques, et ses conséquences théologiques.

## Querelles scientifiques

### La dioptrique

#### Loi de Fermat et formule de Snell
Les lois de Snell-Descartes décrivent le comportement de la lumière à l'interface de deux milieux. L'énoncé de la loi des sinus est attribuée à Snell dans le monde entier sauf en France ; et une polémique porte encore aujourd'hui sur la question de savoir si, dans sa Dioptrique, Descartes a lui-même découvert cette loi ou simplement eu connaissance de celle établie auparavant par Snell, ce dernier étant décédé sans l’avoir publiée. Les avis des historiens ne sont pas concordants, y compris en France : le père jésuite Costabel défendait sans surprise le philosophe de la Haye mais selon les études plus récentes de Bernard Maitte, la formule de Snell aurait été confiée à André Rivet, professeur de théologie en relation avec le Père Mersenne et pourrait fort bien avoir été communiquée à Descartes.
Lorsqu'il tente de justifier cette loi (non démontrée par Snell), Descartes commet d'ailleurs bon nombre d'erreurs. Considérant le trajet de la lumière comme celui d'une balle, il explique la déviation subie par le trajet à ce que dans un milieu plus dense, la vitesse en est accélérée. Cette explication est l'explication même de Alhazen (Ibn alHaîtham) dans son livre, Kitab Al Manazir (De aspectibus), paru en 1575. Cette explication, qui sera infirmée par Léon Foucault, sera fort justement critiquée par Fermat :

#### Remarques de Fermat
« Jean de Beaugrand ayant parcouru le manuscrit de la « Dioptrique » se hâta de l'envoyer à Toulouse par la voye de Bordeaux, pour le faire lire à Monsieur De Fermat, conseiller au parlement de Languedoc, qui avoit témoigné une passion plus qu'ordinaire pour voir ce qui viendrait de la plume de M Descartes »
 affirme Adrien Baillet.  Consulté par Mersenne, Fermat décèle dans cette dioptrique deux erreurs importantes. Il ne trouve pas convaincante « l'inclination au mouvement » par laquelle Descartes croit pouvoir expliquer les angles d'incidence des phénomènes de réfraction. Dans les raisons qu'il donne à ce que les milieux traversés ne s'opposent pas de la même façon au mouvement d'une balle et à celui de la lumière, Descartes commet une erreur logique puisqu'il prétend à la fois que le mouvement de la lumière est instantané et qu'elle va moins vite dans l'air que dans l'eau. En septembre 1637, Fermat rédige ses impressions à Mersenne. Il y relève la contradiction. Descartes, alerté, répond aussitôt à Mersenne :

« le défaut qu'il trouve en ma démonstration n'est qu'imaginaire et montre assez qu'il n'a regardé mon traité que de travers. [...] et si vous aviez envie par charité de le délivrer de la peine qu'il prend de rêver encore sur cette matière... »

La querelle qui s'ensuit permet alors à Fermat de faire montre de rigueur et de sang-froid :

«  Ce n'est pas point par envie ni par émulation que je continue cette petite dispute, écrit-il à Mersenne, mais seulement pour découvrir la vérité ; de quoi j'estime que M. Descartes ne me saura pas mauvais gré, d'autant plus que je connais son mérite très éminent, et que je vous en fais ici une déclaration très expresse. »

Pour autant, la querelle sur la dioptrique en reste là. Ce n'est qu'après la mort de Descartes, quinze ans plus tard, que le mathématicien de Beaumont parviendra à une formulation satisfaisante de son principe de durée minimale (Œuvres de Fermat, t. III, 149-156), expliquant le trajet de la lumière dans des milieux d'indices différents.

#### Réponses de Descartes
Selon Descartes les rayons optiques  se comportent comme les balles du jeu de paume. Il décompose leur vitesse en somme de composantes horizontale et verticale. Selon lui, le franchissement de l'interface induit alors une diminution de la composante verticale ; le reste de son raisonnement est géométrique. Il  ne parle pas explicitement de la vitesse de la lumière mais de « la facilité de la lumière à traverser un milieu ». Selon lui, cette facilité est plus grande dans les milieux denses que dans les milieux légers. Dans la lettre qu'il envoie fin 1637 au père Mersenne à propos des remarques de Fermat, il se montre d'ailleurs très modéré.

«  je vous prie aussi qu'il sache que ce n'est pas d'aujourd'hui que le bruit de son nom est venu jusques à moi; que j'estime beaucoup son mérite, et que je tiendrai à honneur s'il daigne me faire la grâce de me mettre au rang de ses très humbles serviteurs. »

#### Remarques de Hobbes
Leur controverse  sur la dioptrique est une controverse scientifique. Hobbes prend connaissance de la Méthode dès 1637. Elle lui a été transmise par Kenelm Digby, alors à Paris.  Influencé par Walter Warner, Hobbes possède déjà sa propre théorie de la lumière. La polémique sur la dioptrique débute en 1640 alors que Thomas Hobbes a réfléchi depuis dix ans sur la question. Il envoie ses objections à Mersenne sous la forme de deux lettres, que le père minime expédie  à Descartes. La polémique s'étend jusqu'en avril 1641. Depuis la publication du Short Tract, Hobbes est convaincu de la nature corporelle de la substance. Il rejette l'idée « cartésienne » de substance spirituelle. En outre, pour lui, la sensation (par laquelle nous percevons la lumière par exemple) n'est pas une pure réception, mais aussi une organisation des données. Sa théorie de la représentation l'amène donc à s'opposer au spiritualisme de Descartes.

#### Le principe de Fermat
Le principe de Fermat est un principe physique qui sert de fondement à l'optique géométrique. Il décrit la forme du chemin optique d'un rayon lumineux et s'énonce ainsi :
La lumière se propage d'un point à un autre sur des trajectoires telles que la durée du parcours soit extrémale. Il permet de retrouver la plupart des résultats de l'optique géométrique, en particulier les lois de la réflexion sur les miroirs, les lois de la réfraction...

### La méthode des tangentes
Minimax de Fermat

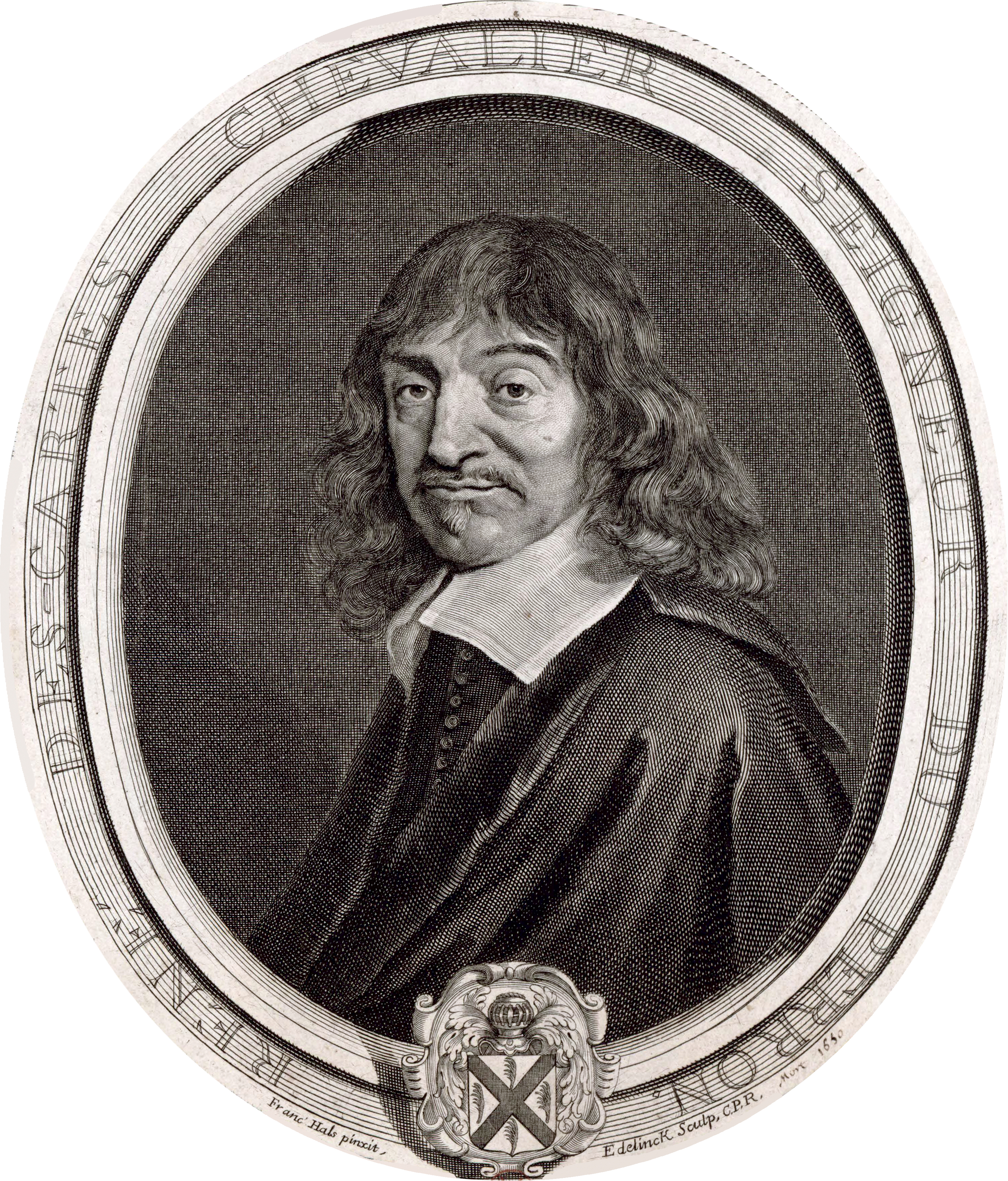
René Descartes.

Descartes reçoit de Mersenne l'essai de Fermat intitulé Methodus ad disquirendam maximám et minimam et le philosophe reprend son « procès en mathématiques » contre monsieur Fermat en janvier 1638. Il écrit au père minime que le Toulousain propose dans sa règle de formation des tangentes une reprise de la méthode dite de fausse position. Il lui reproche de raisonner par l'absurde (méthode de raisonnement qui passe à ses yeux pour la façon de démontrer la moins estimée et la moins ingénieuse de toutes celles dont on se sert en Mathématiques). Il vante auprès du père minime sa propre méthode, tirée, selon ses mots, d'une connaissance de la nature des équations et qui suit, selon lui, la plus noble façon de démontrer qui puisse être...
Jean de Beaugrand publie alors un pamphlet pour défendre Fermat contre le S. des C. (Sieur Descartes) sans mentionner les noms des protagonistes. Il expose les résultats de Fermat sur la détermination des tangentes. Il dénonce ceux, plus compliqués, de Descartes dont la méthode consiste à définir le cercle osculateur pour déterminer la tangente à partir de ce cercle.
Cercles osculateurs de Descartes
Dans sa géométrie, Descartes calcule, non les tangentes mais les cercles tangents. Florimond de Beaune applique cette méthode à la détermination des tangentes. Parmi tous les cercles tangents à une courbe, le cercle osculateur est celui qui possède avec elle le meilleur contact. Cette façon de déterminer la tangente demande que la courbe soit bi-régulière et dans les cas qui occupe Descartes, algébrique ; elle suppose en outre de lourds calculs et se place dans un cadre où l'orthogonalité joue un grand rôle ; c'est-à-dire un cadre euclidien. Or le problème des tangentes n'est nullement euclidien mais affine.
Jean Itard lit dans les publications de Beaugrand la preuve de la supériorité de Pierre de Fermat dans la compréhension de la nature affine du problème des contacts. Selon ses mots, Fermat n'avait rien, ou presque, pour expliquer la nature affine de l'existence (et de la construction) des tangentes à une courbe ; car il ne s'agit pas d'un problème métrique. C'est pourtant ce qui le placera au-dessus de Descartes dans ce problème des tangentes  où l'orthogonalité des axes de coordonnées n'est d'aucune importance. C'est ce que souligne Beaugrand dans son pamphlet anonyme.
Jugement des amis de Mersenne
Si Roberval et Étienne Pascal prirent le parti de Fermat, Claude Mydorge et Claude Hardy prirent celui de Descartes. Ce dernier félicita Hardy pour sa prise de position en 1638 :

« Au reste, je vous suis très obligé de ce que vous avez soutenu mon parti, touchant la règle de maximis de M. de Fermat; et je ne m'étonne point de ce que vous n'en jugez pas plus avantageusement que je n'ai fait, car, de la façon qu'elle est proposée, tout ce que vous en dites est véritable. »

Roberval possédait lui-même une méthode pour déterminer géométriquement les tangentes ; Condorcet la jugea fort ingénieuse, mais très inférieure à celles de Descartes et de Fermat qui ajoute On a voulu trouver dans cette méthode l'origine de celle des fluxions ; mais le mérite de Newton n'est pas d'avoir employé la considération du mouvement pour faire entendre sa méthode ; c'est d'avoir donné des formules pour exprimer les fluxions, quelle que fût l'équation entre les lignes fluentes.
Ami de Fermat, Roberval en prit la défense, et affirma que Descartes n'entendait pas la méthode de Fermat. Cette réponse irrita Descartes, qui poursuivit dès lors Roberval de ses foudres.
Pour mettre fin à la polémique, Fermat transmit à Descartes une lettre où il décrivit plus précisément sa méthode, lettre qui commence par ces mots :
«  La méthode générale pour trouver les tangentes des lignes courbes mérite d'être expliquée plus clairement qu'elle ne semble l'avoir été. »
En réalité Descartes a mal lu — ou mal compris — la méthode de Fermat, conclut dans son étude Michèle Grégoire ; le philosophe n'admettra d'ailleurs que du bout des lèvres l'excellence de cette méthode préfigurant le calcul différentiel de Leibniz
Mais il écrit néanmoins à Fermat  :
«   Je n'ai pas eu moins de joie de recevoir la lettre par laquelle vous me faites la faveur de me promettre votre amitié, que si elle me venait d'une maîtresse dont j'aurais passionnément désiré les bonnes grâces.   »
« Et voyant la dernière façon dont vous usez pour trouver les tangentes des lignes courbes, je n'ai autre chose à y répondre, sinon qu'elle est très bonne et que si vous l'eussiez expliquée au commencement en celte façon, je n'y eusse point du tout contredit. »

### La querelle du vide
L'horreur du vide
Descartes l'écrit à plusieurs reprises, il ne croit pas au vide :  

« Car en examinant la nature de cette matière, je trouve qu'elle ne consiste en autre chose, qu'en ce qu'elle a de l'étendue en longueur, largeur et profondeur ; de façon que tout ce qui a ces trois dimensions est une partie de cette matière; et il ne peut y avoir aucun espace entièrement vide, c'est-à-dire, qui ne contienne aucune matière, parce que nous ne saurions concevoir un tel espace, que nous ne concevions en lui ces trois dimensions, et par conséquent de la matière. »

Il rejette son existence car il n'est pas possible que ce qui n'est rien ait de l'extension.  
Il rejette les théories de Galilée sur la chute des corps dans le vide. Il écrit de ce dernier : Tout ce qu'il dit de la vitesse des corps qui descendent dans le vide, etc. est bâti sans fondement; car il aurait dû auparavant déterminer ce que c'est que la pesanteur; et s'il en savait la vérité, il saurait qu'elle est nulle dans le vide. 
Excluant en effet toute action à distance, Descartes explique la pesanteur par l'action de tourbillons agissant sur les corps pesants.
Gassendi et l'atomisme
Gassendi, qui fait porter ses raisonnements sur la physique plus que sur la métaphysique, adopte le point de vue de Démocrite et d'Épicure ; l'épicurisme de Gassendi est la solution aux apories que révèle son nominalisme. Pour expliquer le mouvement et la formation du monde, il n'a nul besoin des tourbillons d'une matière supposée confondue avec son étendue. Pour lui le vide existe comme nécessaire à l'existence du mouvement inter-atomique. Il s'oppose donc à Descartes pour qui le vide n'existe pas.
Les expériences de Pascal-Perrier-Torricelli
C'est en 1644 que Torricelli mènera ses expériences qui conduiront à établir l'existence du vide. Le savant italien publie alors ses Opera Geometrica,  relatifs au baromètre à mercure. Il se garde néanmoins de proclamer que le vide règne dans la chambre du mercure :  les jésuites excluent le fait que règne le vide dans la chambre barométrique et Torricelli craint leur pouvoir. Blaise Pascal poursuivit et développa les recherches  de Torricelli entre 1646 et 1648, notamment par le biais d'un des membres de l'académie de Mersenne, Pierre Petit et de son beau-frère, Florin Périer, qui résolvent magistralement le problème avec la montée au Puy de Dôme.

### La circulation du sang
Les causes dans la chaleur du cœur
Descartes associe la découverte de la circulation du sang par Walter Warner et William Harvey à une explication mécanique de la chaleur du cœur. Selon lui, le « principe de vie » s'identifie à la chaleur contenue dans le cœur. Ce cœur comme un soleil irradie le corps. Il est au corps ce que l'âme est à la pensée... et le philosophe à la philosophie. 
Objections de Plempius
En 1647, le docteur  anatomiste Vopiscus Fortunatus Plempius (Plemp) fut converti par George Ent (en) et Descartes à la théorie de la circulation du sang. Mais selon Descartes, cette circulation trouvait ses origines dans le bouillonnement du cœur, et Vopiscus Fortunatus Plempius s'opposa à cette interprétation. Selon lui, la circulation avait son origine dans les mouvements involontaires du cœur, interprétation rationnelle du phénomène , qu'il reprit en affirmant en 1654 : 

«  le mouvement du cœur repose dans sa faculté pulsative et non pas dans la chaleur (fervore) du sang comme le prétendent Aristote et Descartes. »

### L'héritage de Viète, l'influence d'Harriot
Les attaques de Jean de Beaugrand
En mars 1638, Jean de Beaugrand accuse Descartes devant Mersenne d'avoir plagié François Viète. Il reprend ces attaques en 1641, sous forme de trois lettres, redécouvertes à la fin du XIXe siècle par Paul Tannery, où il demande que Descartes reconnaisse ce qu'il a emprunté à Viète.  Son dessein n'étant pas que le père Minime transmette ses critiques au Philosophe de la Haye, Beaugrand  s'y montre déçu d'apprendre que Mersenne a communiqué ses remarques en Hollande. Comme, selon ses mots, Beaugrand n'a rien avancé que de très véritable, il l'informe de ses principaux chefs d'accusation, 
«  Qu'autant que de lui donner l'absolution de son crime, ajoute-t-il,  vous l'obligerez a restituer ou du moins a reconnaître ce qu'il s'est voulu injustement attribuer. »
Il détaille plus loin les emprunts qu'il reproche au philosophe :
D'après Beaugrand, ce que dit Descartes  pour augmenter, diminuer, multiplier ou diviser les  racines d'une équation sans les connaître, est tiré du chapitre De generali methodo transmutandarum equationum, édité par lui-même (en 1631) et Anderson dès 1617 ; livre dans lequel François Viète apprend à déformer une  équation sans apporter aucun changement à la quantité inconnue, ou en la changeant de telle sorte que la nouvelle quantité inconnue ait un rapport connu à la précédente, c'est-à-dire de façon fonctionnelle  (Beaugrand l'exprime en disant que l'on ne peut trouver les valeurs de l'une sans en pouvoir déduire les valeurs de l'autre). Plus loin, il reproche au philosophe de la Haye sa règle pour ôter le second terme d'une équation. Selon le secrétaire royal, celle-ci dérive du chapitre De expurgatione per uncias, donnée par le même Alexander Anderson, où cette règle est amplement expliquée et démontrée ; il sous-entend d'ailleurs que Descartes ne l'a pas entendu entièrement... Enfin, il s'attaque à sa règle pour réduire  les nombres rompus d'une équation à des entiers, (c'est-à-dire passer de la recherche de  solutions rationnelles à la recherche de solutions entières par la formation d'un polynôme homogène)  règle qui selon Beaugrand est déjà expliquée, et beaucoup plus généralement qu'il n'a fait, dans le chapitre De Isomeria adversus vitium fractionis (et donc une fois encore, déduite de François Viète).
Il ajoute qu'on aurait eu de l'obligation au S[ieur] Desc[artes], s'il eût inventé par sa méthode, les belles choses qui étaient dans l'œuvre de Viète mais aussitôt, il affirme que la seule obligation où il se voit réduit est de l'accuser d'avoir déguisé ses emprunts supposés, qu'il nomme des larcins :
«  A n'en point mentir, conclut-il  ce n'est pas seulement aux dépens de M. Viète. qu'il (Descartes) a voulu paraître habile homme ; je vous ferai, par vous-même, voir une autre fois, qu'il a pris en plusieurs autres auteurs (Thomas Harriot) ce qu'il a trouvé a l'écart, croyant qu'il n'y aurait personne qui eût assez de lecture, ni la vue assez subtile pour s'en apercevoir. »
Ces accusations, reprises par John Wallis, puis l'école anglaise, se heurtent à une fin de recevoir de la part de Descartes, qui affirme solennellement au père Mersenne n'avoir jamais touché la couverture d'un ouvrage de François Viète avant son départ de France. Tannery et Adam assurent pour leur part que Descartes  connaissait au moins l'opuscule édité en 1631 par Beaugrand ;  puisque Mersenne le lui envoya, et qu'il en accusa réception, mettant même l'éditeur au défi de résoudre le problème de Pappus, ajoutent-ils
Les attaques contre de Beaugrand
Mersenne a demandé son avis à Descartes sur la Géostatique de Beaugrand en juin 1638. Sachant que Beaugrand le dénonce comme plagiaire, Descartes attaque Beaugrand sur son ouvrage, publié deux ans auparavant. Il tourne la thèse de Beaugrand en ridicule et assure au Minime avoir  vu beaucoup de quadratures du cercle, de mouvements perpétuels, et d'autres telles démonstrations prétendues qui étaient fausses,  mais jamais tant d'erreurs jointes ensemble en une seule proposition... Il conclut sa lettre par des mots très durs :
« Ainsi je puis dire pour conclusion que tout ce que contient ce livre de géostatique est si impertinent, si ridicule et si méprisable, que je m'étonne qu'aucuns honnestes gens ayent jamais daigné prendre la peine de le lire, et j'aurais honte de celle que j'ai prise d'en mettre ici mon sentiment, si je ne l'avais fait à votre semonce. »
Beaugrand, auquel le père Mersenne montre la lettre de Descartes, lance alors quelques insinuations perfides et l’appelle en retour « le soldat philosophe ». Descartes, par mépris, le traite de « géostaticien ». Beaugrand, piqué au vif, le qualifie aussitôt de « méthodique impertinent ».
Les attaques de Descartes contre Stampioen
En 1638 le mathématicien hollandais, Jan Stampioen lance un défi mathématique aux ingénieurs des Pays-Bas. Intrigué par sa méthode, Descartes, pousse un de ses amis, un jeune arpenteur du nom de Jacob A. Waessenaer, à contester quelques points des solutions proposées par Stampioen à son propre défi.
En 1639, Stampioen imprime une Algèbre selon de nouvelles règles de 366 pages, où il donne parmi de nombreuses propositions de géométrie et d'algèbre des recettes pour réduire les équations cubiques dans un corps quadratique pour certains cas particuliers. Ce livre, dédié au prince Frédéric-Henri, a le même format que la « Géométrie », et la même disposition des formules, il contient de luxueuses épures et de nombreuses figures. Enfin, il est publié chez l'éditeur-même de Descartes, Jean Maire de Deydel. Est-ce de la provocation ? Aussitôt, Jacob A. Waessenaer aidé par Descartes, se fend d'une critique de ce livre : Aenmerkingen op den Nieuwen stel-regel.
Pour répondre à ces attaques, Stampioen publie trois pamphlets : Dagh-vaerd-brief, en octobre 1639, Tweeden dagh-vaerd-brief en novembre et Derde dagh-vaerd-brief dix jours plus tard. L'année suivante, leur dispute arrive devant un jury. La somme de 600 florins (gulden) mise en jeu doit revenir aux nécessiteux de la ville par l'entremise du recteur Nicolaus Dedel de l'université de Leyde. Descartes appuie de tout son poids son prête-nom. Waessaenaer publie de nouvelles critiques.  Stampioen tente de se dérober ; sans doute connaît-il toutes les limites de sa méthode : en terme moderne, elle n'est valable qu'au cas où la norme du nombre est elle-même un cube. En dépit de l'amitié que lui portent la plupart des membres du jury, Jacobus Golius, Frans van Schooten  l'aîné, Bernard Schot, et Andreas van Berlicom, « Jan Stampion De Jonghe » voit ses propositions condamnées le 24 mai 1640. 
En 1640, Stampioen fait publier un pamphlet, le Pentalogos  contre le philosophe, qu'il signe sous le nom de Mercurius Cosmopolita. C’est un essai à cinq voix où l'auteur critique le Discours de la Méthode et son auteur. 
En 1644, De Jonghe est nommé précepteur de Christian Huygens. Malgré l'amitié qui le lie à Descartes, Constantin Huygens n'hésite pas à choisir Jan Stampioen comme précepteur pour son fils. Cet élève célèbre suit les leçons de « De Jonghe » avec son frère cadet. Le maître dresse alors la liste des seize livres mathématiques qu'il faut d'après lui avoir lu ; on y trouve l'optique de Descartes (mais pas François Viète). Michaud dans sa biographie stipule que ce professeur fit faire en peu de temps de grands progrès à son élève. N'eût-il formé que ce seul élève, son nom mériterait de ne pas périr ajoute de R.P. Bosmans ; Huyghens affirmera via Louis Figuier que si Descartes eût pu mieux connaître Stampioen, peut-être eût-il trouvé que le mathématicien belge était, sinon un grand géomètre, du moins un habile professeur.

## Querelles philosophiques

### Je pense ou ça pense?
Le cogito est au fondement de la doctrine cartésienne : 

« Et remarquant que cette vérité : « je pense, donc je suis », était si ferme et si assurée, que toutes les plus extravagantes suppositions des sceptiques n'étaient pas capables de l'ébranler, je jugeais que je pouvais la recevoir, sans scrupule, pour le premier principe de la philosophie que je cherchais »

Pour Hobbes comme pour Gassendi, la conscience de la pensée n'assure pas nécessairement l'existence d'un ego. Ce qui pense, en soi, est-ce pour autant soi ? Ces critiques sont d'ordre nominaliste ou théologique.
La critique nominaliste de Gassendi

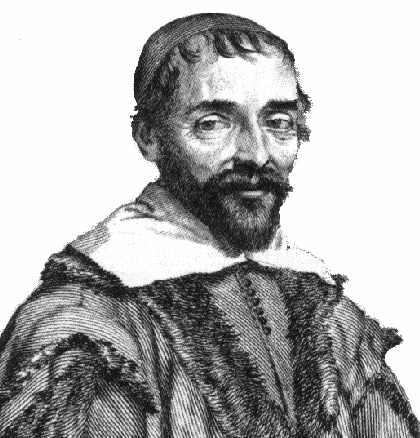
Pierre Gassendi.

Le raisonnement cartésien « tout ce qui pense est, or je pense, donc je suis, repose d'après le « bon prêtre » de Digne sur une hypothèse non formulée. Descartes écarte cet argument avec mépris, la certitude d'être devant primer selon lui sur tout autre formalisation du raisonnement. Gassendi précise alors sa pensée :

« vous concluez que cette proposition : je suis, j'existe, autant de fois que vous la proférez ou que vous la concevez en votre esprit, est nécessairement vraie. Mais je ne vois pas que vous ayez eu besoin d'un si grand appareil, puisque d'ailleurs vous étiez déjà certain de votre existence, et que vous pouviez inférer la même chose de quelque autre que ce fût de vos actions, étant manifeste par la lumière naturelle que tout ce qui agit est ou existe. »

Descartes répond négativement. Pour lui « je me promène, donc je suis » ne serait pas d'une aussi grande certitude que « Je pense, donc je suis ». 
La démarche de Gassendi consiste en une tout autre approche de la philosophie que le cartésianisme. Elle est d'abord nominaliste, au sens double où seuls les concepts sont universels
et Il n'y a d'existence que singulière.
Ce point de vue réduit la philosophie des catégories substantialistes à néant, évacue la métaphysique et réclame dès lors de ne faire porter les raisonnements que sur la physique. Dans ce domaine, Gassendi adopte le point de vue de Démocrite et d'Epicure ; l'épicurisme de Gassendie est la solution aux apories que révèle son nominalisme. Il en retient la théorie corpusculaire et l'interprétation de la lumière. Contrairement à Descartes, pour qui le propre de la matière est l'étendue et   qui en tient pour la théorie des quatre éléments, Gassendie  relie la nature de la matière à son impénétrabilité. Il s'oppose donc à Descartes sur l'existence du vide, mais plus profondément sur la consistance de toute la philosophie cartésienne.
Pour Gassendi, tout le savoir provient de l'expérience sensible ; il rejette les idées innées, et s'accorde avec la méthode expérimentale de Blaise Pascal. Fidèle à l'érudition des savants de la première moitié du XVIIe siècle, il s'oppose donc naturellement au tabula rasa cartésien. 
Enfin, à l'opposé des certitudes du philosophe de la Haye, Pierre Gassendi maintient un scepticisme curieux. Alors que Descartes explique l'Univers par sa vision mécaniste, Gassendie y devine une complexité sensible due à l'interaction des atomes et du vide.
Il demande à Descartes par quel mécanisme une âme immatérielle pourrait mouvoir un corps matériel ; questions qui irritent le philosophe de la Haye. D'autre part, Gassendi voudrait que soit reconnu à l'imagination une place aussi importante que celle de la raison ; que le doute cartésien demeure un doute sceptique et non une simple prétérition du discours.  Leur querelle oppose deux philosophes d'égales renommée à l'époque mais Descartes en retour le traite avec mépris de philosophe charnel, de disciple d'Épicure. Dans ses lettres, il l'appelle mon très chair ou « bonne grosse bête », selon Tannery et Adam « ô Caro 
optima » dans le texte... À ce jeu, Gassendi gagne l'avantage car, selon le mot d'Adolphe Franck, il sait mieux que Descartes, railler sans blesser.
Hobbes

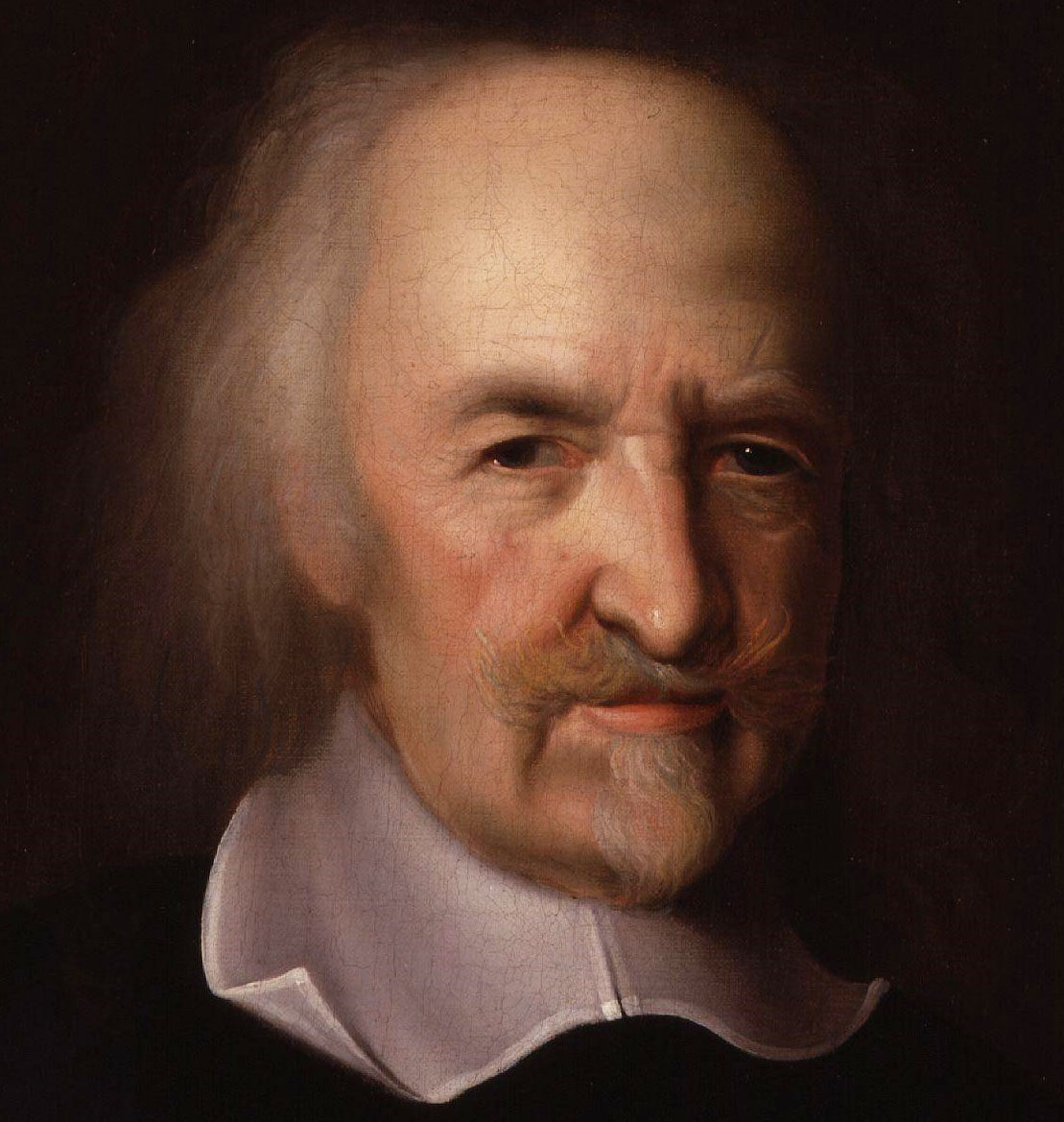
Thomas Hobbes

La seconde controverse entre Hobbes et Descartes s'ouvre sur la nature de la substance, corporelle ou matérielle, la nature du sujet et les facultés de Dieu lors de la publication des Méditations métaphysiques. Elle s'envenime du fait que les deux philosophes s'accusent mutuellement de vouloir conquérir une gloire imméritée et se soupçonnent de plagiat. Cette concurrence profite à l'œuvre de Thomas Hobbes, qui de ce fait radicalise ses positions et les érige en système à la lecture de Descartes. La querelle se double probablement d'une difficulté sémantique, esprit et mind ne recouvrant pas en français et en anglais tout à fait le même champ lexical. Hobbes, comme Gassendi range l'imagination parmi les facultés de l'esprit ; Descartes l'exclut, mais surtout, pour Hobbes, la pensée n'est que le mouvement du corps. Mersenne, qui a transmis les Méditations à Hobbes, renvoie ses commentaires à Descartes  et par prudence préserve son anonymat ; il se contente de le mentionner comme le « philosophe anglais ». Dans ses Objections, Hobbes reproche à Descartes un glissement sémantique de « je suis pensant »,  à « je suis pensée ». Selon  le même raisonnement,  « je me promène » (sum ambulans) deviendrait  « je suis une promenade » (sum ambulatio) affirme-t-il. Cette objection agace Descartes, qui demande explicitement à Mersenne de ne plus avoir de contact avec son « anglois » : 
Plus fondamentalement, la représentation du monde est au centre de la conception de Hobbes, les questions du cogito sont, pour Hobbes, des questions préalablement linguistiques. Alors que pour Descartes, la vérité est son propre signe, la signification universelle présuppose, pour Hobbes, l'existence d'un espace du langage et de locuteurs. Aristote et Descartes constituent à ses yeux les différentes fictions de l'âme spirituelle. Pour lui, on ne peut faire l’économie d'une critique historique du langage quand on prétend libérer le cerveau de ses « fictions ».

### Les animaux-machines
La théorie cartésienne de l'âme
Pour Descartes, les animaux n'ont pas d'âme. Ce sont de pures mécaniques. Il écrit au Marquis de Newcastle, le 23 novembre 1646 : 
« Je sais bien que les bêtes font beaucoup de choses mieux que nous, mais je ne m'en étonne pas, car cela même sert à prouver qu'elles agissent naturellement par ressorts ainsi qu'une horloge, laquelle montre bien mieux l'heure que notre jugement ne nous l'enseigne ». 
Objections de Gassendi
Pour Gassendi, tout le savoir provient de l'expérience sensible. Son courant de pensée tient du phénoménalisme et de l'éclectisme. Gassendi est un rationaliste et un pragmatique. La théorie des animaux-machines le choque :  un animal a une  petite âme, écrit-il, (pour ajouter aussitôt : Pas aussi grande que celle des hommes). Il marque ainsi sa préférence pour les idées de Hobbes, qu'il admire pour la force et la liberté de sa pensée. 
Plus généralement, chez Gassendi toute la matière est traversée de spiritualité... Sa profession de foi atomiste lui ayant attiré de sévères critiques de la part de Campanella. Il a nuancé son matérialisme  en supposant les atomes sensibles... Pour lui, la matière est active ; ce qu'on a pu appeler un matérialisme dynamique. Il défend ce point de vue dans trois ouvrages : 
- De Vita, moribus et doctrina Epicuri libri octo (Lyon, 1647, in-4),
- De Vita, moribus et placitis Epicuri, seu Animadversiones in librum X Diogenis Laertii (Lyon, 1649, in-fol.; dern. édit., 1675)
- Syntagma philosophiae Epicuri (Lyon, 1649, in-4; Amsterdam, 1684, in-4).

Ce système, où les atomes sont mortels, mais l'âme non, est le ferment qui donnera naissance au sensualisme de Locke et de Condillac.
On retrouve des traces de cette opposition dans l'enseignement de Jacques Rohault et le « Fragment de physique » de Savinien Cyrano de Bergerac
Objections de Hobbes
La querelle des animaux-machines oppose Hobbes et Descartes sur la même ligne de fracture que Gassendi. Pour Hobbes, l'animal même est doué de sensibilité, d'affectivité, d'imagination, de prudence. Au-delà des animaux, cette dispute renvoie en fait à la conception même de la philosophide de Hobbes. Elle se retrouve dans le Leviathan ; le monstre étatique, mécanique, est lui aussi doué de souveraineté, donc d'une âme artificielle, ce que Descartes n'admet pas, voulant réserver ce concept aux seuls hommes.

### Les idées innées
La seconde  querelle d'Utrecht avec Regius
Pendant la querelle d'Utrecht, Henricus Regius tente de publier ses propres réflexions sur la physique et sur la philosophie naturelle. Il en est à chaque fois fermement dissuadé par son maître (Descartes est de deux ans son aîné). Regius, en effet, lorsqu'il expose la « Méthode » s'écarte de la philosophie officielle de Descartes sur deux points essentiels : pour Regius l'âme n'est pas une substance propre, elle n'est que la forme du corps et la pensée peut s'expliquer par des voies mécaniques, comme le mouvement ou la digestion.  Pour lui, ce sont les vues intimes de Descartes et il se plaint qu'elles différent de ce que Descartes a publié (en cela il rejoint les critiques de leurs opposants, Voetius et son élève, Martin Schoock). Descartes refuse cette lecture matérialiste de sa philosophie (soit par prudence et dissimulation comme l'en accuse Voetius et le confirme Adrien Baillet; soit parce que sa pensée est plus religieuse qu'il n'y a longtemps paru). Regius refuse cependant de se plier à l'ordre de présentation « cartésien ».  Selon lui, le philosophe s'est discrédité en publiant ses « Meditations ». De son côté, Descartes craint que cette liberté prise avec ses écrits n'évacue toute métaphysique de son œuvre. Leur opposition devient  inévitable.
En 1646, la publication par Regius de Fundamenta physices marque la fin de leur collaboration. Il s'agit clairement d'une alternative matérialiste à la métaphysique et à l'épistémée cartésienne.  Un élève de Descartes, Tobias Andreœ, est chargé de développer ses arguments.
En 1648, Descartes publie contre Regius : , Notes sur un Certain Manifeste.  Regius y répond dans : une brève explication de l'esprit humain.
En 1649, Descartes publie Les Passions de l'Âme, qui sonnent comme une dernière réponse à Régius.
Parallèlement, Regius va encore plus loin dans sa différence avec Descartes ; jusqu'à nier les idées innées, y compris l'idée de Dieu (si essentielle à Descartes), qu'il explique comme « résultant de l'observation du monde, ou de ce que les autres nous en ont transmis ». Il affirme que tout, sauf ce qui est dans « les Écritures » est un acquis de l'expérience. Enfin sur les attributs de Dieu que, s'il existe, il existe de façon nécessaire plutôt que contingente car en tout cas il ne serait pas capable de ne pas exister. La seule preuve qu'il laisse à cette existence étant l'expérience de la révélation.
Déjà en 1648, la connexion entre l'esprit et le corps de l'homme n'était-elle plus chez lui accidentelle comme en 1641, mais définitivement « organique ». 

« L'esprit humain, quoique ce soit une substance distincte du corps, est cependant organique dans toutes ses actions, du moins pendant qu'il réside dans le corps… Il ne peut accomplir aucune de ses actions sans le secours d'organes corporels. »

En 1654, quatre ans après la mort du philosophe (Descartes aurait regretté de s'être querellé avec Regius sur son lit de mort d'après le témoignage de Robert Creighton), Regius se débarrasse définitivement de l'idée de pur intellect.
Les objections d'Hobbes et de Gassendi
Pour eux, il n'y a pas d'idées innées, car celles-ci devraient demeurer perpétuellement présentes à l'esprit. Descartes répond à cette objection en nommant faculté innée la possibilité d'émettre des idées que n'a pas enseignées l'expérience.

## Querelles théologiques

### Les menaces de Vœtius
Jusqu'en 1643, Henricus Regius est un des meilleurs soutiens de Descartes à Utrecht. ; il enseigne ses thèses et suit fidèlement ses conseils. Mais  en 1641, le pasteur et professeur Voetius fait soutenir des thèses contre Regius qu'il soupçonne d'athéisme, en tant que disciple de Descartes, puis contre Descartes lui-même. Cette querelle part en fait de présupposé politique : Voet est opposé à la faction aristocratique dont est entourée Descartes et voit dans sa philosophie une attaque contre le parti démocratique (voir la querelle des remontrants et le Gomarisme)

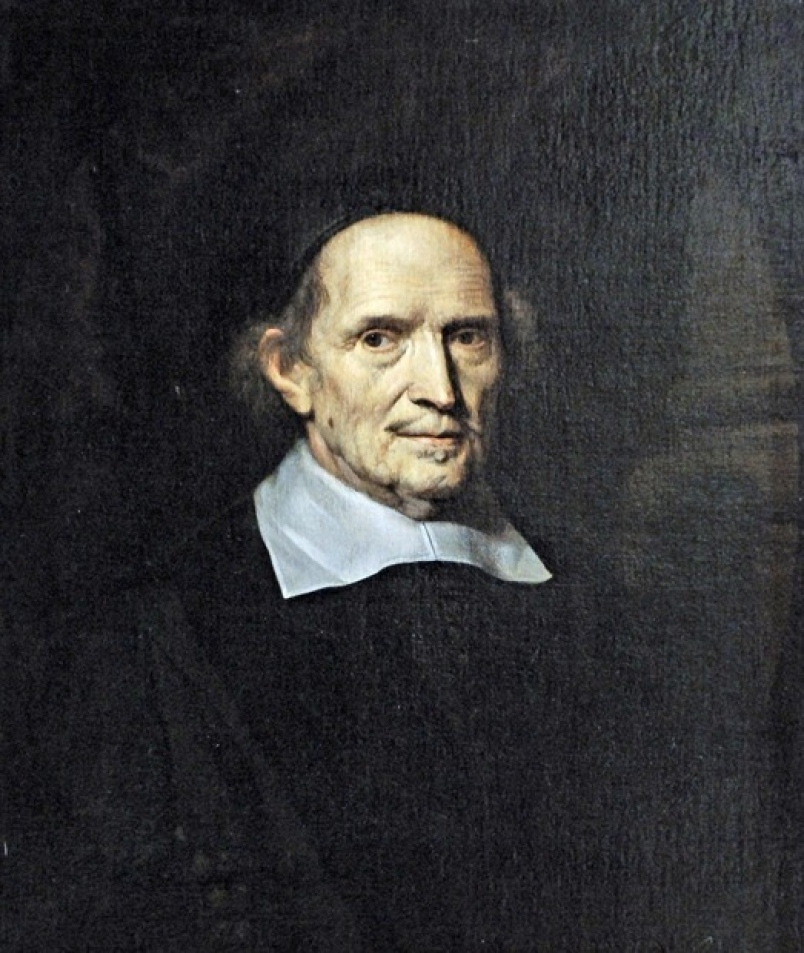
Gisbertus Voetius

Le 8 décembre 1641, un étudiant de Regius, Henricus van Loon, proclame dans une dispute que l'esprit et le corps humain sont deux substances distinctes, réunies de manière accidentelle. Cet accident (pris en son sens philosophique) est implicitement une négation de la nature « substantielle » de l'âme. Théologiquement, cela remet en cause son immortalité. Or, depuis la mort de Ramus, les protestantes hollandais prennent soin de s'en référer à Aristote sur ce sujet : L'âme est une substance. Descartes s'effraie des conséquences que sa doctrine a semé dans les esprits d'Utrecht et écrit à Regius que rien ne peut davantage offenser les théologiens que l'affirmation de « l'accidentalité » de l'homme. Il prodigue alors force conseils à Regius pour assurer leur défense commune ; il lui demande de ne plus proposer « d'opinions nouvelles », éventuellement de nouveaux raisonnements, mais surtout de feindre l'ignorance et de ne plus enseigner les thèses « cartésiennes ».
Le 16 février 1642, Regius  publie « as Responsio, sive Notae in Appendicem » pour se défendre des accusations de Voetius. Mais cela n'empêche pas que Régius soit interdit de cours de physique. Un arrêt du conseil de ville, repris par le sénat de l'université d'Utrecht, est promulgué contre Regius et Descartes, accusés par leur adversaire de soutenir Copernic, d'entretenir le scepticisme et l'irréligion en déniant les « formes substantielles » de l'âme. 
En 1642, Descartes se défend lui-même ; il fait (ré)éditer ses « Méditations » à Amsterdam, puis, en 1643, il écrit contre Voetius  l’Epistola Renati Descartes ad celeberrimum virum Gisbertum Voetium ou  Lettre de René Descartes au très célèbre Gilbert Voet. Mais Le conseil de ville d'Utrecht prend de nouveau le parti de Voet.  Voetius fait paraître sous la plume d'un de ses étudiants, Martin Schoock  Admiranda Methodus (L'admirable Méthode), une attaque aristotélicienne contre Descartes. Selon Voetius, le philosophe encourt pour son athéisme le supplice réservé à Toulouse en 1619 à Giulio Cesare Vanini (sous entendant que Descartes est homosexuel). Descartes fait alors intervenir l’université de Groningue et l’ambassadeur de France afin que cessent ses menaces.
En 1644 paraissent les Principia philosophiae (Principes de la philosophie de Descartes) chez Louis Elzevier.
Le procès qu'engage Descartes devant le recteur de l'université de Groninge contre Schoock se tourne en faveur de Descartes ; Le recteur de l'université est en effet un ennemi personnel de Voetius. Schoock prenant peur, désavoue alors ses critiques et plaide que son « admiranda méthodus » lui a été dictée par Voet (ce qui lui vaudra de gros ennui à Utrecht). Le jugement final, mitigé, est pris par Descartes comme la marque de sa victoire.

### Arnauld et Port-Royal
Le Grand Arnauld, vingtième enfant de Robert Arnauld d'Andilly, est l'âme des jansénistes français. 
Sa première intervention dans le champ de la théologie concerne la quatrième objection aux Méditations métaphysiques de Descartes. Arnauld y répond à la démarche de Mersenne en tant que Docteur de la Faculté de théologie de Paris.
Arnauld est un des premiers à remarquer l'analogie entre le cogito cartésien et la « certitude intérieure de la conscience de soi » énoncée par Augustin. Puisque l'âme n'existe qu'autant qu'elle pense, devons-nous penser toujours et depuis le moment de la conception pour qu'elle existe toujours ? Devons-nous toujours avoir connaissance de nos pensées ? Descartes, se voit obligé de l'admettre. 
Concernant la démonstration de l'existence de Dieu, Arnauld ne pense pas que Dieu puisse être pensé comme une « cause de soi ». La cause précédant l'effet,  son Dieu ne peut être cause de lui-même... Il n'y a donc pas, pour Arnauld, de cause de l'existence divine. Pour lui, Dieu existe de la même manière qu'un triangle possède trois angles, parce qu'il est dans la nature d'un être parfait d'exister (on retrouve ce type d'argument chez Gassendi).  Descartes maintient son expression en admettant que Dieu ne peut être cause « efficiente » de lui-même.
Enfin, pour Arnauld (comme pour Vœtius), le doute érigé en méthode présente un danger pour la foi. Néanmoins, après la mort de Descartes, quand les avancées du cartésianisme seront critiquées par les jésuites et ses livres interdits, Arnauld défendra la pensée de son contradicteur et, partisan convaincu de l'autonomie de la raison, il magnifiera sa capacité à atteindre les vérités naturelles par ses propres moyens, sans recourir aux écritures saintes...

## Sources